# コロは屋根のうえ
「コロは屋根のうえ」（コロはやねのうえ）は、NHKの音楽番組「みんなのうた」で1986年12月から1987年1月まで放送された楽曲。作詞・作曲・歌は大貫妙子が担当している。

## 概要
大貫妙子が「みんなのうた」に起用されるのは、1983年6月に初回放送された「みずうみ（「ペール・ギュント」組曲第2番「ソルヴェイグの歌」から）」、1984年4月に初回放送された「メトロポリタン美術館(ミュージアム)」に続いて三度目となる。放送時のアニメーション制作は「メトロポリタン美術館」と同様に、「みんなのうた」の映像作品を数多く手掛けている岡本忠成が担当したが、1990年2月16日に逝去、本曲が最後の担当となった。
大貫が手掛ける「みんなのうた」の楽曲は、子供向けの歌でありながら大人のPOPソングとしても成立しており、大貫自身のアルバムに収録されているオリジナル曲との間に温度差が全く無いのが凄いところであると評されている。
放送では2番Aメロの歌詞テロップが画面上部に表示される。当該シーンで通常通り下部に表示すると、アニメーションが隠れて視聴者に伝わりづらくなってしまうのを防ぐためと思われる。

## 収録アルバム
- 『PURE DROPS』
- 『NHKみんなのうた 55 アニバーサリー・ベスト～チョコと私～』[2]

## カバー
- MARASICA -『音のブーケ 大貫妙子 カヴァー集』収録（2008年3月2日発売）